# La Chúcara
La chúcara es una telenovela dramática chilena creada por Julio Rojas y Valeria Hofmann coproducida por Televisión Nacional de Chile y DDRío Televisión. Se estrenó el 1 de diciembre de 2014, y concluyó el 26 de agosto de 2015. 
Protagonizada por Antonia Santa María en el personaje titular, junto a Felipe Braun y Eduardo Paxeco roles masculinos centrales, y con Bárbara Ruiz-Tagle y Josefina Velasco en los roles antagónicos.

## Sinopsis
Laura, una joven se reencontrará con su pasado, antiguos amores e incluso descubrirá secretos que marcaron su vida en el campo, ella no sólo buscará al amor de su vida, también deberá sobrevivir en este ambiente donde todos la consideran una intrusa.

## Reparto
Una lista completa del reparto confirmado se publicó a través de Televisión Nacional de Chile el 1 de diciembre de 2014.

### Principales
- Antonia Santa María como Laura Muñoz[7]
- Felipe Braun como Vicente Correa[8]
- Bárbara Ruiz-Tagle como Gracia Montero / Piedad Montero[9]
- Eduardo Paxeco como Agustín Lara
- Josefina Velasco como Adriana Del Solar
- Carmina Riego como Carmen Cubillos
- Iñigo Urrutia como Juan Cristóbal Cañas
- Mariana Derderian como Luciana Cavalli
- Juan Pablo Miranda como Orlando Opazo
- Alejandra Vega como Magdalena Andrade
- Carolina Paulsen como Rebeca López
- Pablo Casals como León Muñoz
- Nicole Espinoza como Carolina Jiménez
- Luna Martínez como Roberta Correa
- Matías Torres como Francisco Correa

## Producción
Es la sexta teleserie producida para el horario de las 3pm, y la primera de su horario en ser grabada fuera de Santiago, en una parcela ubicada en el sector de Liray, en la comuna de Colina y sectores en Lampa. La producción está dividida en dos. Por una parte la producción ejecutiva está a cargo de Alejandro Burr. Por otro lado la producción técnica está a cargo de DDRío Televisión, cuyo productor ejecutivo es Pablo Díaz del Río. La producción general está a cargo de María Luisa Sousa. 
El guion está escrito por Sandra Arriagada (Graduados, 2013), Jaime Morales (Volver a amar, 2014) y Francisco Arriagada. La dirección está a cargo de Matías Stagnaro. –director general de la serie Bim Bam Bum–
El casting está a cargo de TVN y DDRío Televisión. Los protagonistas Antonia Santa María, Felipe Braun y Bárbara Ruiz-Tagle son contratados por señal estatal, y actores como Josefina Velasco, Carmina Riego, Eduardo Paxeco, Mariana Derderián, Iñigo Urrutia y Juan Pablo Miranda, está a cargo de DDRío Televisión.
Desde el martes 11 de noviembre, la señal estatal comenzó a exhibir el tráiler de la producción del horario de las 15 horas. De esta manera el spot promocional muestra como Laura (Antonia Santa María), llega al fundo a través de un taxi, y grita por el fundo, ahí conoce a Vicente (Felipe Braun); que recientemente quedó viudo de Piedad Montero (Bárbara Ruiz-Tagle).

## Controversias
El 30 de julio de 2015, la actriz Mariana Derderián que interpreta a Luciana Cavalli en la serie, acusó a la casa productora DDRío de TVN por malos tratos y acoso laboral. Todo esto comenzó en enero del mismo año cuando la actriz informó a la productora de su embarazo, luego fue rápidamente citada a una reunión por Alex Bowen quien, según Derderián, le habría pedido renunciar a su fuero laboral. Luego, a finales de abril le pidieron firmar un nuevo contrato, con condiciones muy distintas. Ya no estaría contratada como actriz sino que como asistente de producción y debía cumplir un horario de oficina, de lunes a viernes, situación que Derderian se negó a cumplir. Luego de esto la actriz – y una colega que no se ha revelado el nombre y que atraviesa el mismo caso – acudieron a la Dirección del Trabajo y denunciaron a la productora por acoso laboral. La denuncia fue acogida y la empresa multada por ocho millones de pesos, cuatro millones para cada actriz. Según informa El Dínamo contactó a Pablo Díaz del Río para saber su versión del caso, a lo que el empresario/actor respondió «es un tema delicado que está en manos de mi abogado».
A través de un comunicado, la empresa perteneciente a Pablo Díaz y Alex Bowen recalcó que «el 30 de abril pasado terminó el contrato de la señora Derderián, que era por obra o faena, regulado el Código del Trabajo debido a que la obra y el personaje para el cual fue contratada, terminaron dicho día». Frente a esto, DDRío Televisión asegura que «para que la señora Derderián no perdiera sus beneficios de pre y post natal, la productora decidió no solicitar el desafuero judicial para la actriz y darle un contrato indefinido, con labores que no implicaran una situación de riesgo para su embarazo y cumpliera con la legislación laboral» (...) «Se le ofreció un cargo digno, que fuera coherente con su oficio y contemplara labores como producir y coordinar castings, proponer actores y actrices para proyectos: Productora de Elenco. Derderián no aceptó firmar dicho contrato, y por tanto fue notificada teniendo en cuenta lo que indica el artículo 9 del Código del Trabajo», agrega el documento. Respecto a la acción judicial que anunció Mariana Derderián, la empresa apuntó que «hemos estado siempre dispuestos a llegar a acuerdo con la señora Derderián e incluso ofrecimos que SIDARTE (el sindicato de actores) fuera mediador en este complejo caso. Mantenemos nuestra disposición a llegar un acuerdo con la actriz».

## Audiencia
| Año  | Emisión original       | Emisión original | Emisión original     | Emisión original | Espectadores | Total cuota% |
| Año  | Estreno                | Cuota%           | Término              | Cuota%           | Espectadores | Total cuota% |
| ---- | ---------------------- | ---------------- | -------------------- | ---------------- | ------------ | ------------ |
| 2014 | 1 de diciembre de 2014 | 13,0%            | 26 de agosto de 2015 | 15,7%            | —            | 11,2%        |

## Premios y nominaciones
| 2015 | Copihue de Oro |                         |                         |          |
| 2015 | Copihue de Oro | Mejor serie o teleserie | Mejor serie o teleserie | Nominada |
| 2015 | Copihue de Oro | Mejor actriz chilena    | Antonia Santa María     | Nominada |

## Versiones
- Se realiza en 2016 una nueva versión para México llamada Vino el amor,[16] producción de José Alberto Castro para Televisa,[17] protagonizada por Irina Baeva y Gabriel Soto. Esta nueva versión se enfoca en el tema de la inmigración de mexicanos en Estados Unidos

## Retransmisiones
Retransmitida en 2020.